# Hacktivismo in Italia
L'hacktivismo italiano è la declinazione dell'hacktivism in Italia. Il termine è il risultato dell'unione delle parole hacker e attivismo. L'hacktivismo abbraccia anche il fenomeno dell'hackeraggio sociale che comprende tutte le attività di alfabetizzazione informatica, di socializzazione alle nuove tecnologie, di creazione di nuove comunità virtuali, di rivedicazione dei diritti digitali (cyberights), di diffusione di un pensiero critico sulle nuove tecnologie e di proteste contro le tecnologie della comunicazione.

## Storia

### Primi tentativi di comunità virtuali alternative
I prodromi dell'hacktivism italiano sono riscontrabili in soggetti e pratiche che, in particolar modo dal secondo dopoguerra del Novecento, hanno posto le basi teoriche e pratiche, relazionali e tecniche, culturali e contro-culturali alla base della successiva nascita del cosiddetto "hacktivism" in Italia.
I primi germogli dell'hacktivismo italiano nacquero sulle reti BBS. La rete BBS consisteva in un computer dedicato alla messagistica che fungeva da bacheca dove si poteva affiggere un messaggio visibile a tutti gli utenti. Affinché ciò funzionasse tutti i computer dovevano essere collegati tramite una linea telefonica. I messaggi e le informazioni venivano fatte circolare di notte quando le connessioni costavano meno. Nel 1984 Giorgio Rutigliano decise di convertire le linee del suo negozio per servizi informatici in un nodo BBS che nel 1986 divenne il primo collegamento con la rete internazionale FidoNet. A differnza della rete Fidonet, che aveva scopi puramente amatoriali, altre reti di Bbs italiane, in particolar modo come l'European Counter Network (ECN) (1989) e la Cybernet (1993) furono un terreno fertile per gli attivisti che grazie ad esse potevano scambiarsi messaggi liberamente, organizzarsi e creare delle comunità virtuali alternative.
Nel 1992 nacque Peacelink dall'idea di Marinelli e Marescotti al fine di sfruttare la telematica per la pace. Nel 1992 Giovanni Pugliese riuscì a renderla una rete BBS indipendente. In relazione ad essa si sviluppò ScoutNet a partire dall'Associazione Guide e Scouts Cattolici Italiani, la cui finalità era quella di mettere in collegamento gli scout italiani ed internazionali.
Nello stesso periodo si svilupparono delle reti BBS legate al cyberpunk e alla sinistra extraparlamentare. Nel 1989 venne creata in Italia l'European Counter Network (ECN) al fine di dare vita ad una rete alternativa italiana ed europea. Sulla scia del Cyberpunk nel 1991 alcuni soggetti di tale area proposero ed ottennero l'approvazione alla nascita di un forum di messaggi denominato Cyberpunk.ita all'interno della rete FidoNet, che venne poi chiuso nel 1992 dalla Fidonet stessa, in quanto la libertà di espressione al suo interno andava contro le rigide policy di tale rete. Nel 1993 nacque la rete Cybernet, i cui primi due nodi furono Senza Confine Bbs (creata a Macerata) e Hacker Art Bbs (creata nel 1990 a Firenze da Tommaso Tozzi). Il terzo e quarto nodo furono Decoder Bbs (creata a Milano dall'omonima rivista "Decoder" nel 1993) e Bits Against The Empire. Inizialmente, le reti appena elencate si basavano su due concezioni diverse della telematica. L'area legata ad ECN la vedeva come uno strumento per la politica, mentre l'area discendente dal cyberpunk vedeva la telematica come un nuovo modo di comunicare e dell'agire umano. All'inizio degli anni Novanta le due differenti concezioni si unificarono, creando un reciproco interscambio di alcuni dei forum contenuti al loro interno.

### Il periodo buio per gli hacker italiani
Nel 1992 venne estesa la legge riguardante il diritto d'autore anche ai programmi per elaboratore (decreto legislativo 518/92) e vennero introdotti nel codice penale i crimini informatici. Questo diede avvio a quello che viene chiamato Italian Crackdown che delinea le operazioni di polizia a scapito delle Bulletin Board System. Tra le reti colpite vi furono anche quelle legate all'attivismo. In particolare, nel 1994 venne disposto dalla Procura della Repubblica di Taranto il sequestro che colpì la Taras Comunication che era il nodo centrale di PeaceLink. I sequestri dissuasero gli ammistratori delle BBS tra cui Giorgio Rutigliano, il padre di FidoNet, che decise di concludere la sua attività.

### Le reazioni al crackdown
La prima reazione consistette nel riaprire le BBS che erano state chiuse. Cybernet, Peacelink ed ECN. diedero vita a SYSOP.ITA finché non riuscirono a ricreare le loro reti indipendenti. Inoltre, FidoNet e PeaceLink fecero delle pressioni sui parlamentari che condussero alle interrogazioni del 19 e del 31 maggio ove si chiesero chiarimenti sulle operazioni di polizia e sui sequestri. Inoltre, vennero fondate l'Associazione PeaceLink ed ALCEI le quali si prefiggevano di tutelare i diritti telematici del cittadino facendo appello all'articolo 21 della Costituzione italiana che prevede la libertà di espressione. Gi autori di Decoder scrissero un articolo sul Manifesto al fine di rendere noto all'opinione pubblica l'Italian crackdown. Raf Valvola Scelsi scrisse No copyright, Nuovi diritti nel 2000 in cui prendeva posizione contro la privatizzazione dei software. Un'altra realtà che si spese a favore del no copyright fu Strano Network. Quest'ultima insieme ad ECN diede vita alla mailing list Cyberights in cui si monitoravano le azioni di polizia condotte contro le BBS. Il 19 febbraio 1995 Strano Network organizzò il convegno Diritto alla Comunicazione nello Scenario di Fine Millennio al Centro per l'arte contemporanea Luigi Pecci di Prato riguardante il modo di reagire alle azioni istituzionali che stavano avvenendo in Italia.

## Esperienze di hacktivismo italiano
- Netstrike fu ideato nella primavera del 1995 da Tommaso Tozzi ed era da lui definito una sorta di "sit-in virtuale" da svolgersi on-line; come per i cortei reali, lo scopo era quello di attirare l'attenzione dell'opinione pubblica sulle ragioni del netstrike stesso, attraverso comunicati pubblici fatti circolare prima, durante e dopo l'evento. L'effetto che il netstrike produceva era quello di rallentare fino, in certi casi, a bloccare temporaneamente l'accesso al sito oggetto del netstrike. Ciò avveniva chiedendo agli utenti da ogni parte del mondo di collegarsi ad un sito alla stessa ora, al fine di saturare la banda che ne permetteva l'accesso[28][29]. Il primo net strike venne attuato contro il governo francese al fine di protestare contro gli esperimenti nucleari che tale governo stava realizzando a Mururoa. Il netstrike più riuscito fu il terzo netstrike, organizzato da Strano Network a maggio del 1996 contro il sistema della giustizia americana per protestare in favore di Mumia Abu Jamal e di Silvia Baraldini. Il server della Casa Bianca si ingolfa fino a bloccarsi del tutto per circa dodici ore[30][29]. Un altro netstrike che ebbe un particolare successo fu quello attuato dal Loa per protestare contro lo sgombero dei Centri sociali autogestiti a Milano e causò blocco del sito del comune di Milano per tre ore.[31] Il netstrike venne usato anche dall'organizzazione non governativa Greenpeace.[32]
- Hackmeeting, Hack-it. Il primo, in Italia, venne organizzato nel 1998 da Strano Network. Il fine fu quello di far incontrare gli hacktivisti italiani in uno spazio fisico. Ivi si tennero dibattiti, performance, seminari e conferenze dove tutti potevano essere relatori o ascoltatori. In questo incontro si ritrovarono le soggettività che posero le basi per l’interazione tra sperimentazione tecnologia, arte, media e politica. Durante il primo hackmeeting italiano nacque l’idea del Manifesto per i diritti di comunicazione che difendeva la libertà di informazione,il no copyright il diritto alla privacy e la socializzazione delle nuove tecnologie. Dal 1998 si tiene un hackmeeting una volta all’anno.[33][34]
- Hacklab fu una delle esperienze che prese vita dal secondo Hack-it svoltosi nel 1999. Si tratta di luoghi fisici in cui gli hacktivisti svolgono laboratori, seminari, lezioni, si occupano di recupero di materiali di scarto di vecchi computer e della creazione di siti, di hardware e di software. Tra questi possiamo ricordare Il MediaLab a Catania, il Loa a Milano, Avana al Forte Prenestino, HacklabBo a Bologna e l’HackLab di Firenze.[35][36]
- Isole nella Rete nacque nel 1996 da Cybernet ed E.c.n. ed aveva l'intento di proseguire l’esperienza iniziata con le Bbs per mettere in relazione i movimenti creando una comunicazione alternativa. Ivi, possiamo trovare mailing list quali Cyber Right, Antifa, Reddito e Lavoro.[37]
- Autistici/Inventati è nato nel 2001. Esso offre servizi quali mailing list, news letters spazi web a tutti coloro che vogliono utilizzare strumenti alternativi, che rispettano la privacy, rispetto a quelli creati dai professionisti dell’informazione.[38]
- Indymedia Italia e gli hacktivisti nel 2001 diedero vita al Genoa Social Forum composto di centraline per il montaggio dei video, di una rete di computer e di telefoni che creavano una connessione interna da 100 megabite con due mega rivolti all’esterno. Ciò servì per seguire le proteste durante le manifestazione contro il G8 di Genova.[39]
- Mastodon.bida.im nacque nel 2013 dal collettivo Bida legato al Circolo C. Berneri e HackLabBo e si costituisce come un social network alternativo che si differenzia per il fatto di provare ad esser gestito da una rete non centralizzata di istanze.[40]
- Ippolita nacque nel 2004 da un progetto di ricerca promosso dall'hacklab Reload di Milano. Il fine del progetto consiste nella pubblicazioni di libri ce esprimono una riflessione critica sulle tecnologie che si sganciano dalla narrazione dominante. Ippolita ha un forte intento educativo, infatti, si occupa anche della creazione di laboratori.[41]
- Peacelink è un'associazione pacifista nata sulle reti telematiche e sopravvissuta all'Italian crackdown, si è spostata dalle BBS al web ove prosegue il suo intento di volontariato legato al pacifismo.[42]